# ジャコモ・チェルティ
ジャコモ・チェルティ（Giacomo Antonio Melchiorre Ceruti、1698年10月13日 - 1767年8月28日）はイタリアの画家である。貧しい人々、物乞い、農夫をよく描き、「il Pitocchetto」(pitocchiは物乞いの意)の仇名でも知られる。

## 略歴
ミラノで生まれた。父親のファビアーノ・チェルティ(Fabiano Ceruti)はドイツ出身の風景画家アグリコーラ(Christoph Ludwig Agricola、イタリア名:Cristoforo Ludovico Agricola）の弟子であった画家と推測されている。初めイタリア北部のブレシアで働いたとされ、ブレシアで活動していた画家、アントニオ・チフロンディの影響を受け、ベルガモで活動していたチェレーザ(Carlo Ceresa)に学んだとされる。
静物画や宗教を題材とした絵画も描いたが、物乞いや貧民を描いた「風俗画」で最もよく知られている。1725年から1740年の間に、貧しい人々を題材に多くの作品を描き、この時代の作品が50点あまりが残されている。

## 作品

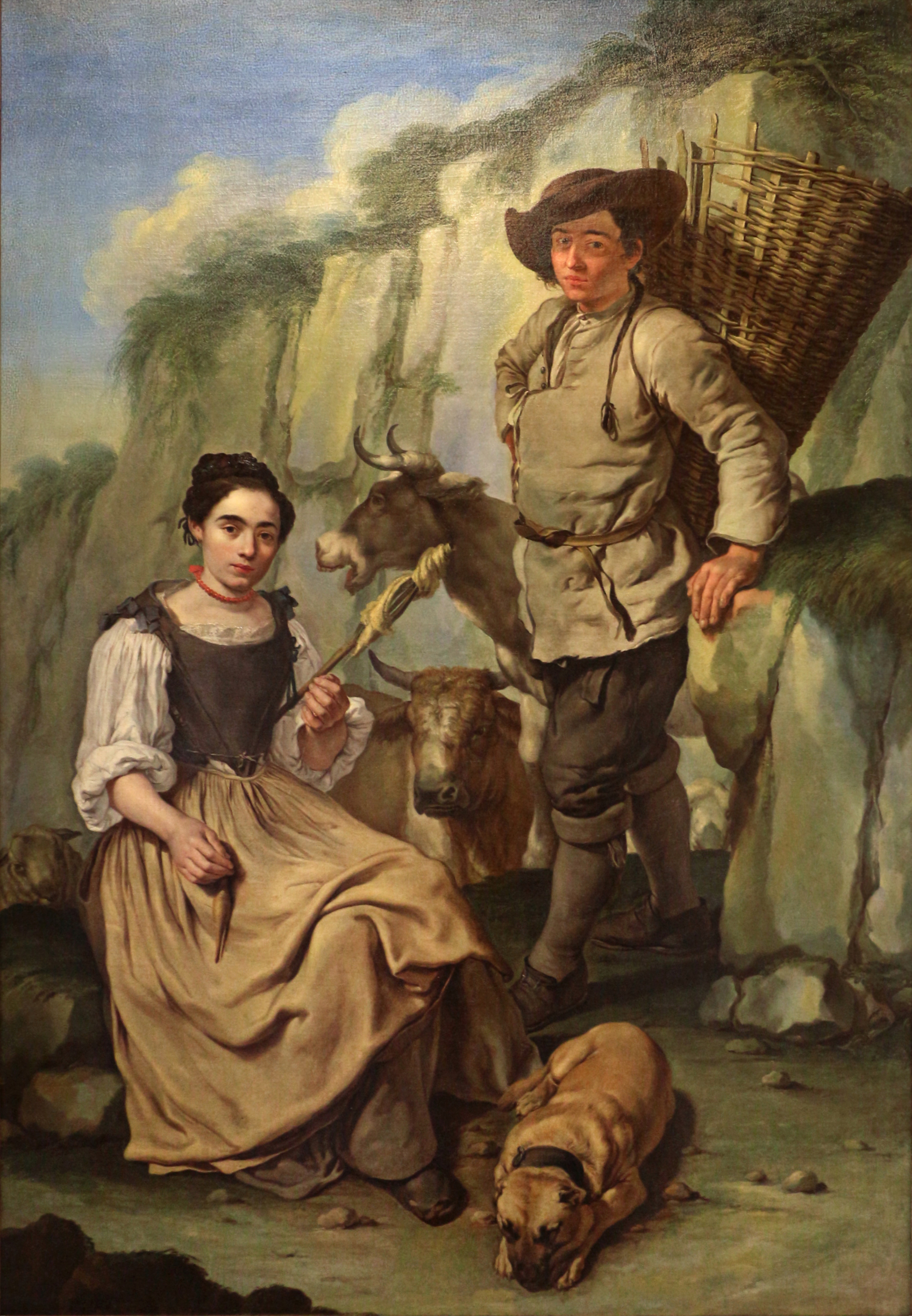
糸つむぎの女と籠を背負った農民
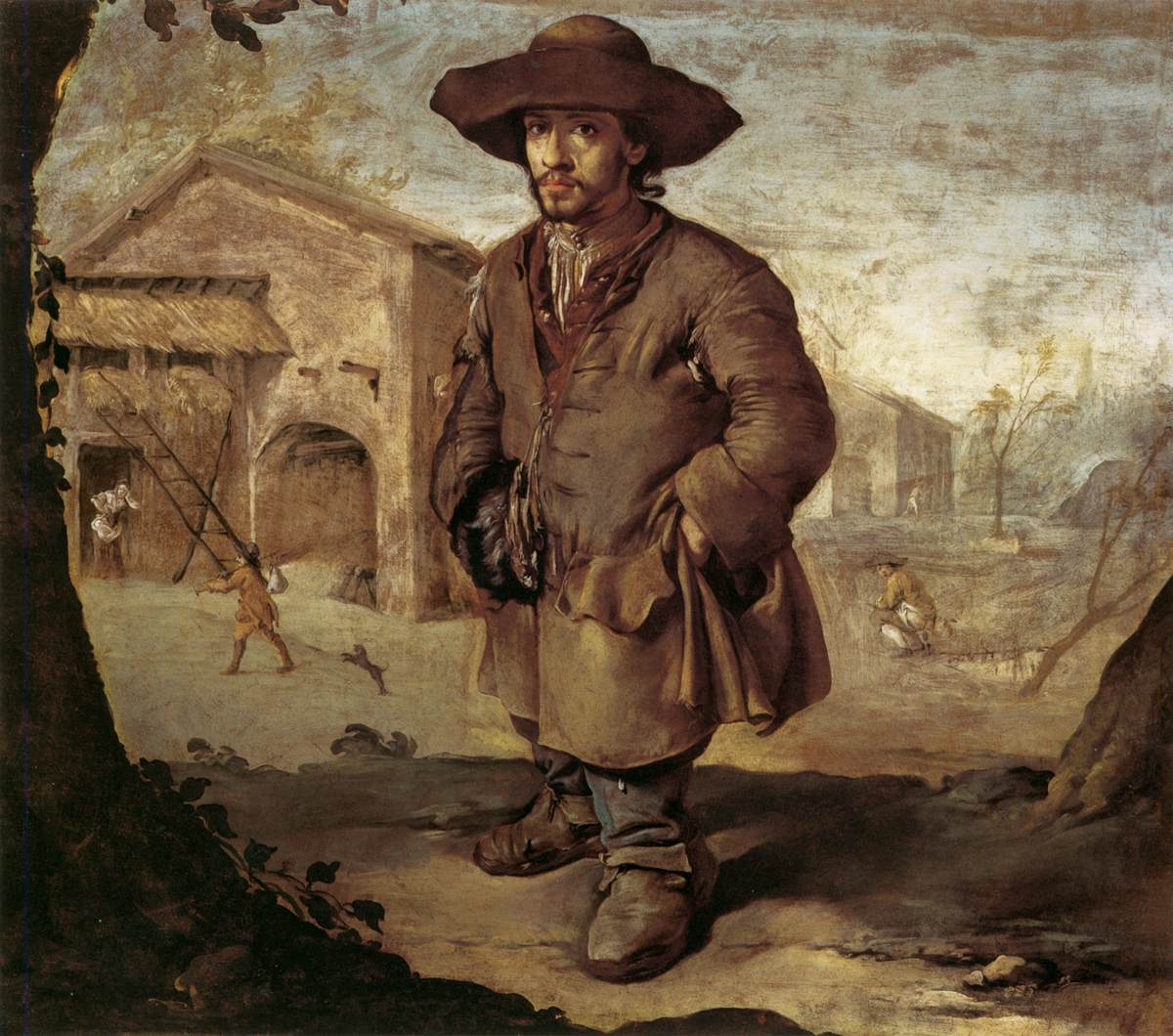
小人（ Dwarf）
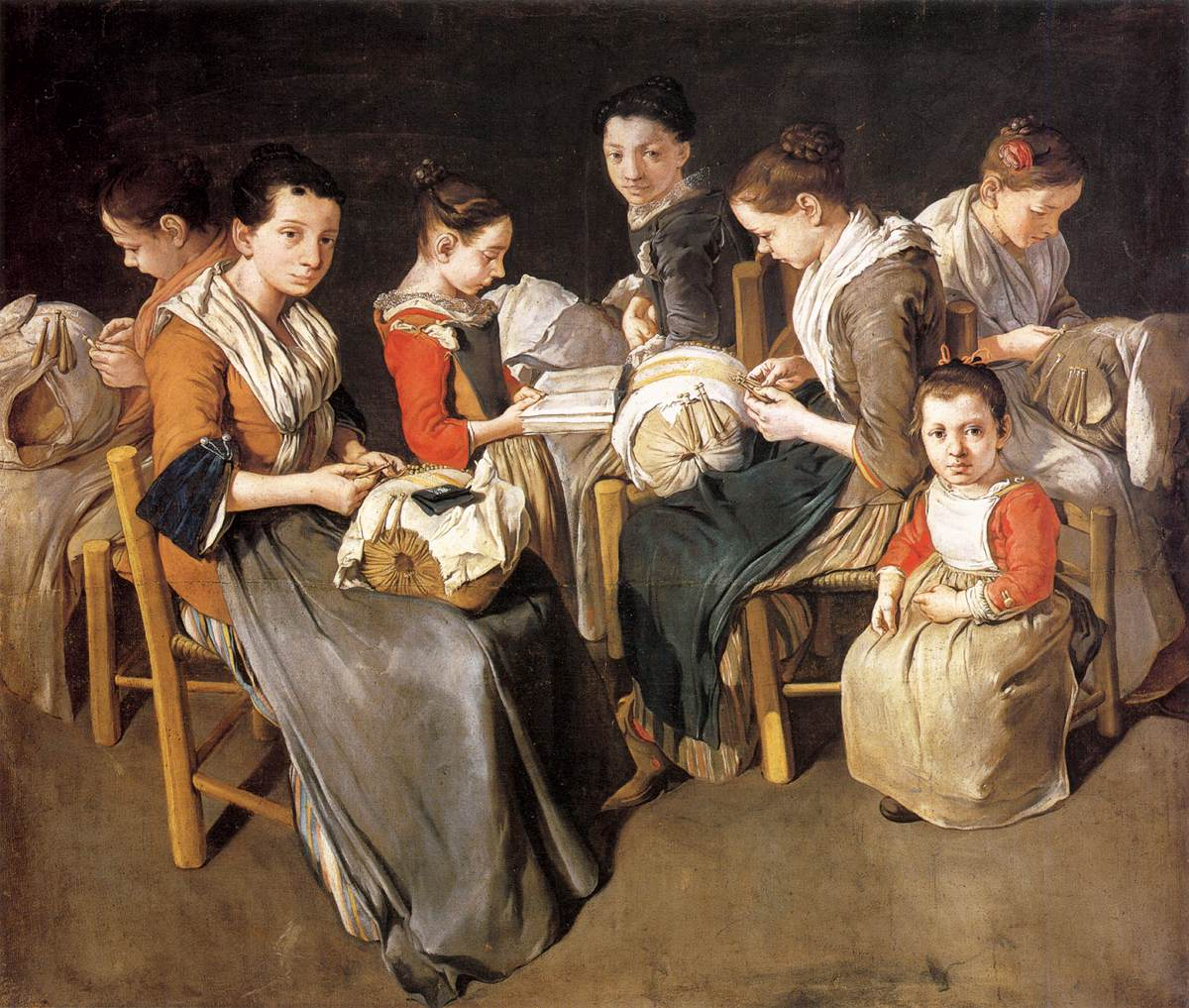
裁縫学校
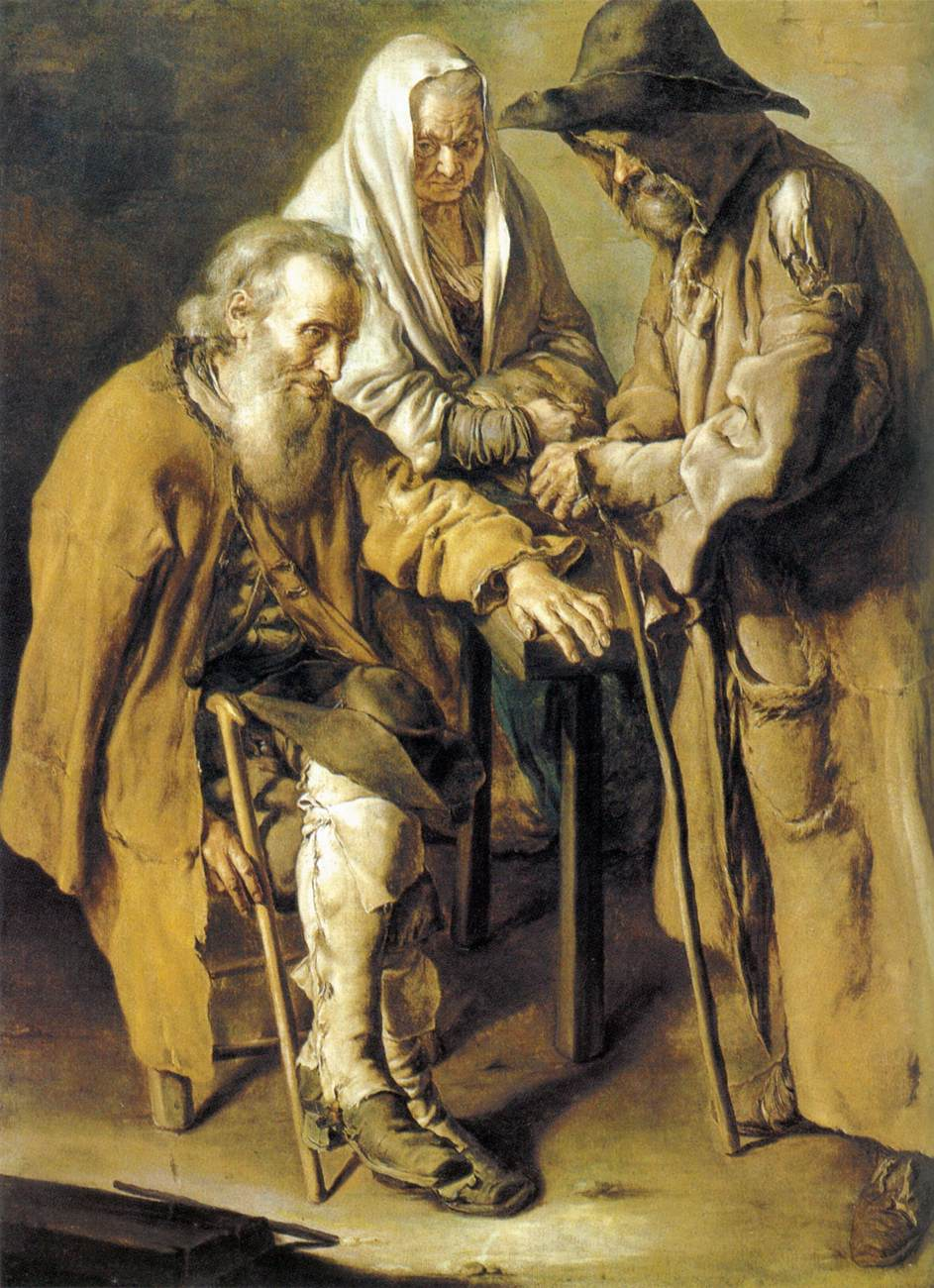
3人の物乞い
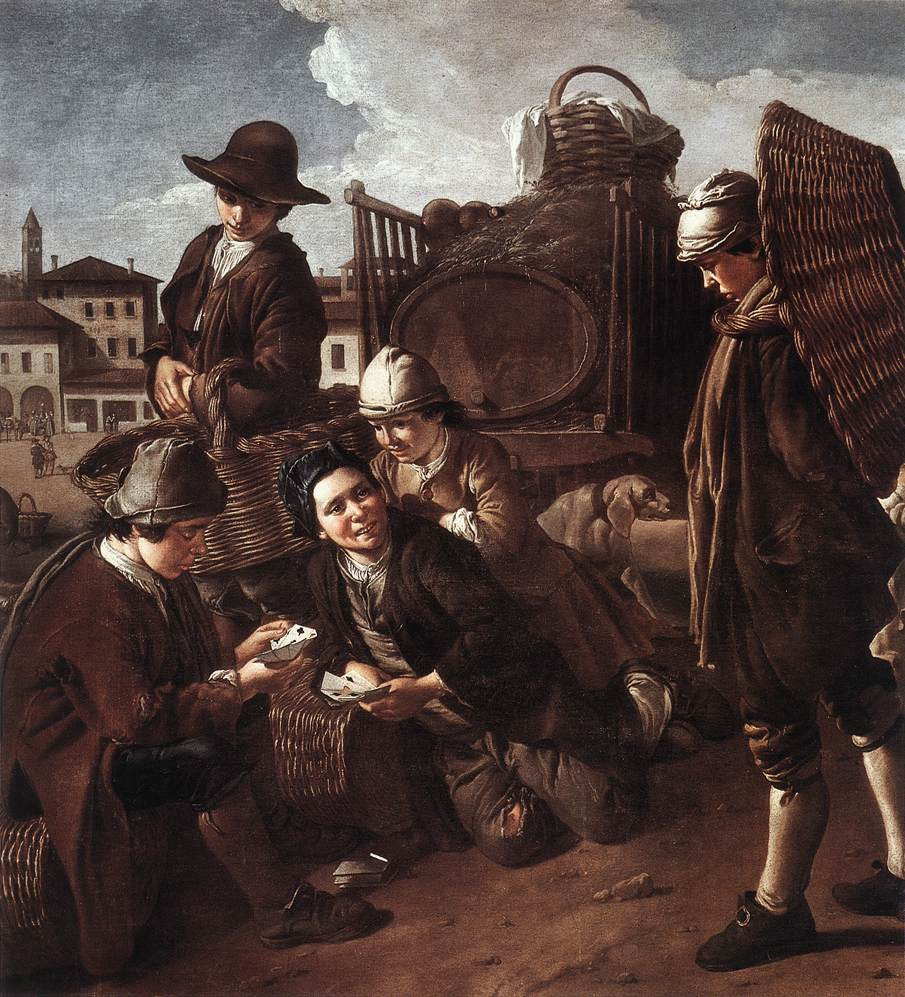
カード遊びする荷運び人
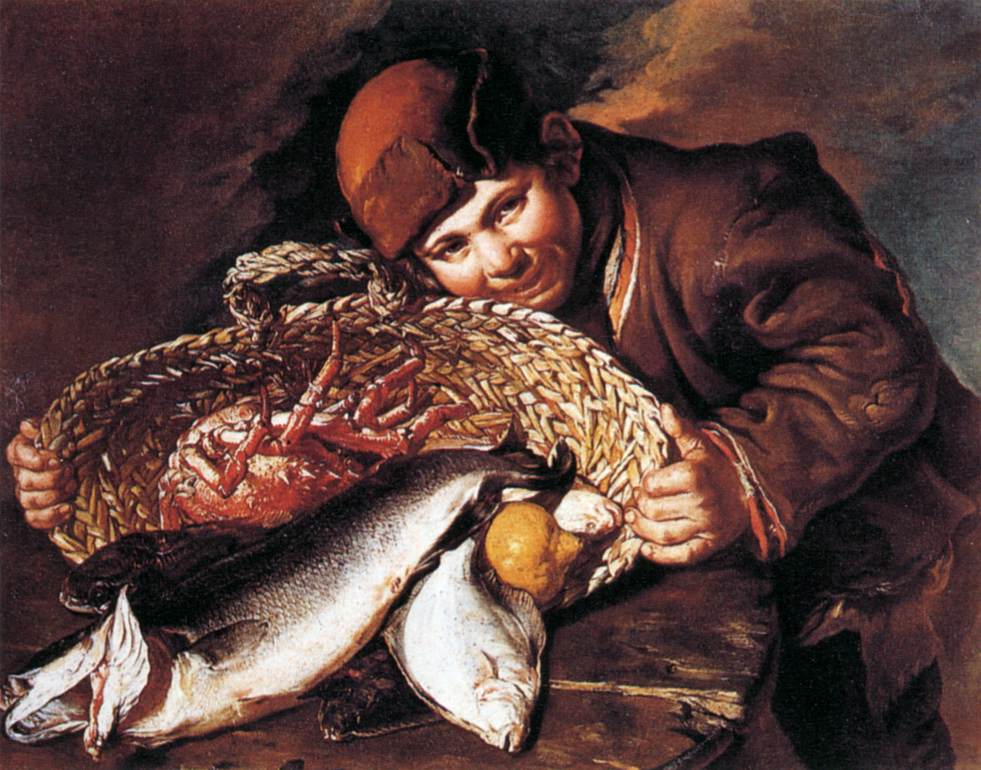
魚の籠と少年
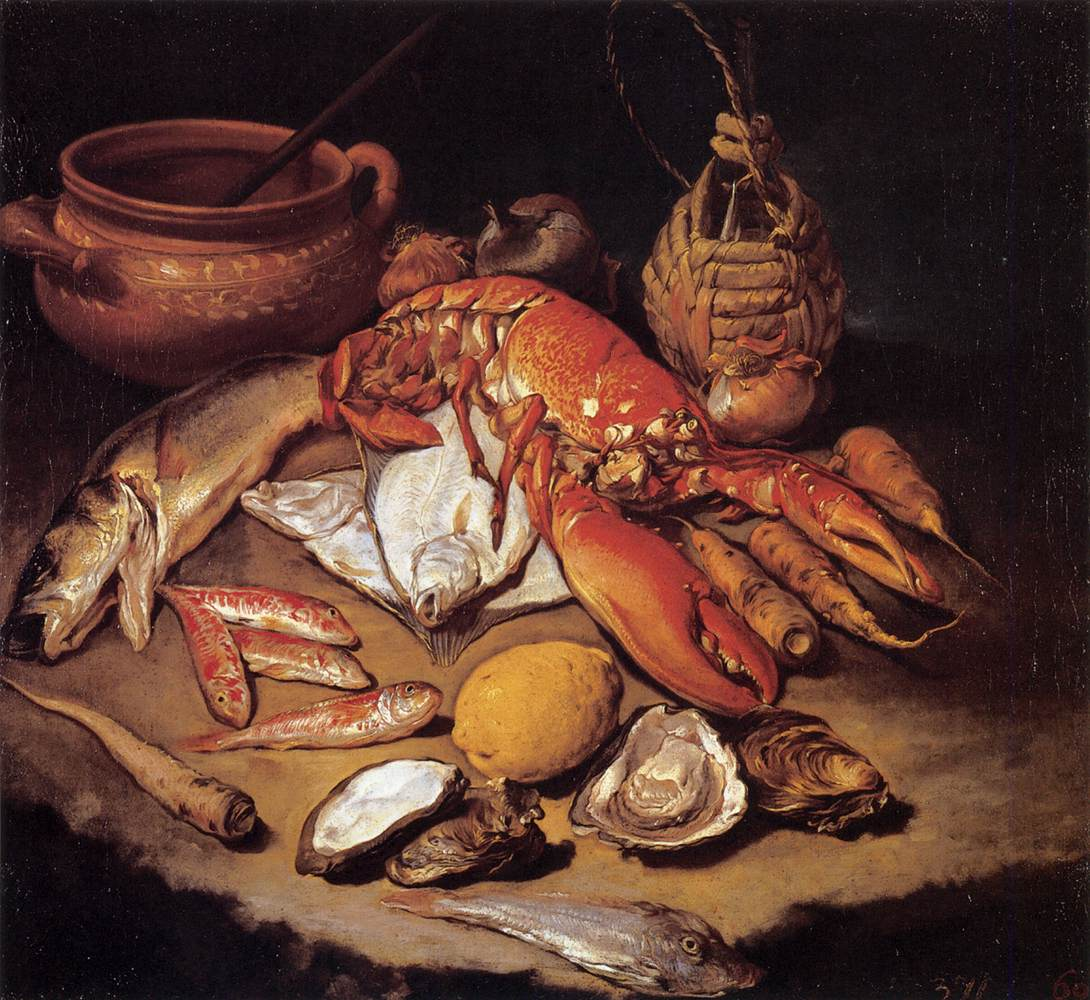
静物画
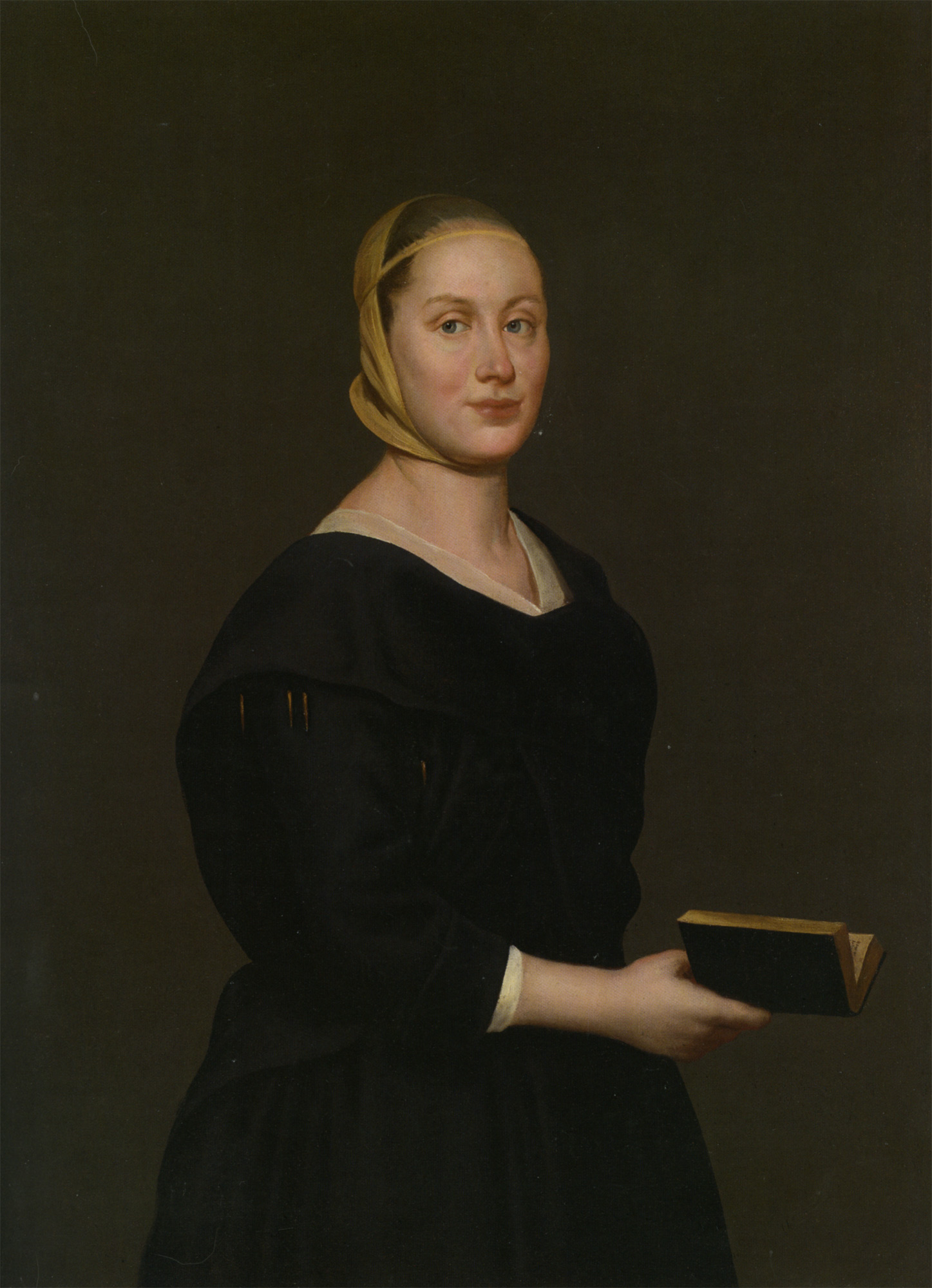
肖像画